# Ia
Az Ia az emlősök (Mammalia) osztályának a denevérek (Chiroptera) rendjébe, ezen belül a kis denevérek (Microchiroptera) alrendjébe és a simaorrú denevérek (Vespertilionidae) családjába tartozó nem.
Korábban az Ia nemet a Pipistrellus nem alnemének tekintették.

## Rendszerezés
A nembe az alábbi 1 élő faj és 1 fosszilis faj tartozik:
- Ia io Thomas, 1902; típusfaj - szinonimája: Ia longimana
- Ia lanna